# Füzesgyarmat
Füzesgyarmat är en mindre stad med 5 527 invånare (2019) i Ungern.

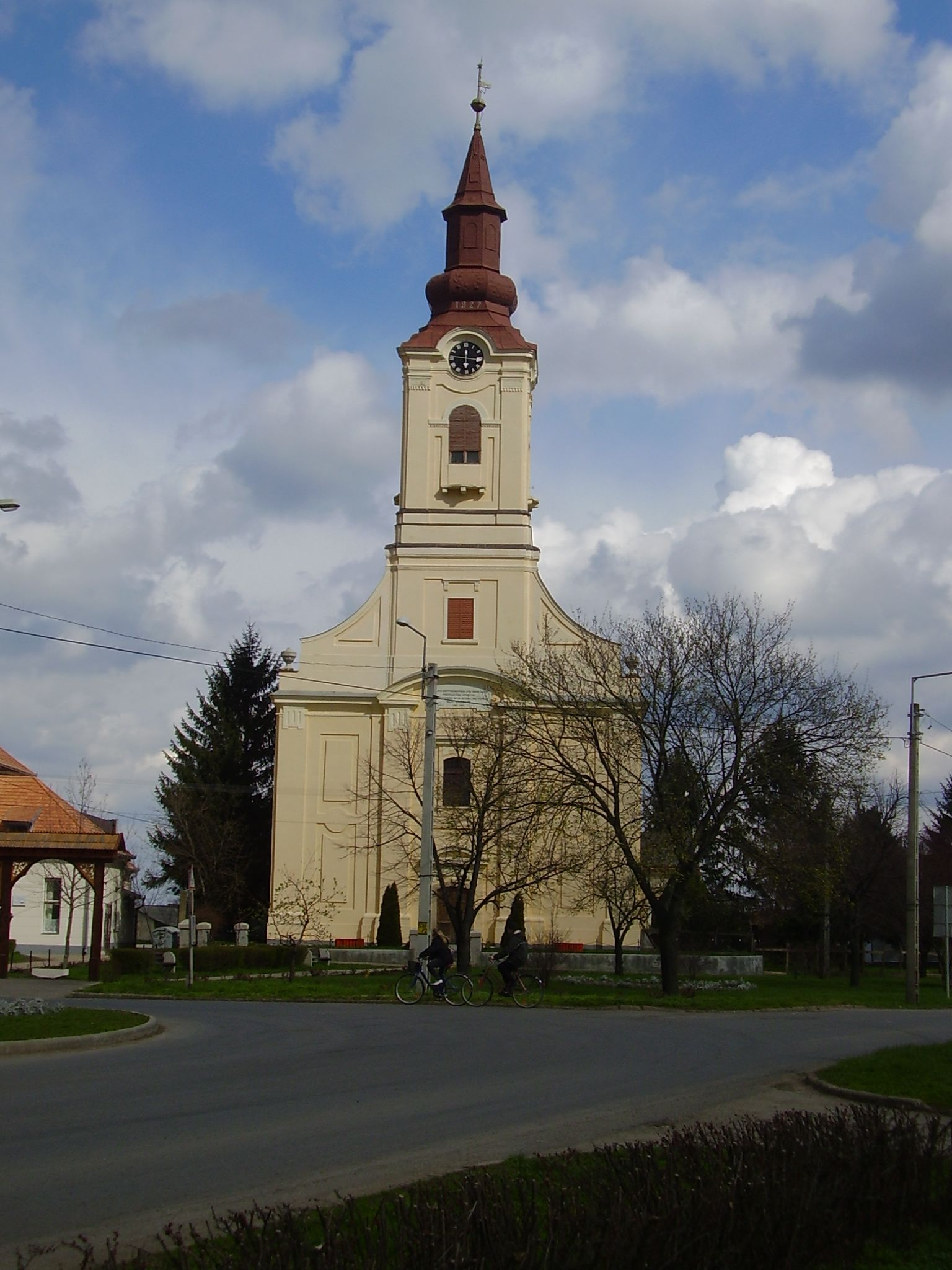
Reformerta kyrkan.

## Vänorter
- Ojdula, Rumänien